# El ángel de la muerte (película)
 El ángel de la muerte  es una película coproducción de Argentina, Canadá y Estados Unidos filmada en Eastmancolor dirigida por Michael Findlay y Horacio Fredriksson según su propio guion que produjo en 1970 y se estrenó el 16 de enero de 1976 en Estados Unidos con el título de Snuff. Nunca se exhibió en Argentina. Tuvo como actores principales a Margarita Amuchástegui, Enrique Larratelli, Mirta Massa, Aldo Mayo y Clao Villanueva. 
Fue rodada en el Delta del Paraná y Buenos Aires en Argentina y en Manhattan en la ciudad de Nueva York en Estados Unidos.

## Sinopsis
Un hombre lidera una banda de motociclistas en una serie de crímenes; la escena culminante del filme es cuando en un juego de la “película dentro de la película” una actriz es muerta destripada.
La palabra snuff define en la jerga cinematográfica a las películas donde realmente se mata a la gente. La exhibición del filme con ese título en Estados Unidos sugería que en la película sucedía exactamente eso, aunque en realidad no era así, y la publicidad puso el acento en esa palabra así como en la de explotación alentando esa interpretación.

## Reparto
- Margarita Amuchástegui...	Angélica
- Ana Carro...	Ana
- Liliana Fernández Blanco...	Susanna
- Michael Findlay...	Detective
- Roberta Findlay...	Carmela (voz)
- Alfredo Iglesias...	Padre de Horst
- Enrique Larratelli... Satán
- Mirta Massa...	Terry London
- Aldo Mayo...	Maximiliano 'Max' Marsh
- Clao Villanueva...	Horst Frank
- Horacio Fredriksson
- Simon Nuchtern

## Comentarios
Manrupe y Portela escriben:

”…con un cast que incluía más modelos que actores…las voces de varios personajes al inglés fueron dobladas  por el propio Findlay.”